# Река Дотомбори
«Река Дотомбори»(яп. 道頓堀川, до:томбори-гава); другое название — «Заблудшие любовники»; англ. Lovers Lost) — японский фильм режиссёра Киндзи Фукасаку, снятый на стыке двух жанров — драмы и мелодрамы и вышедший на экран в 1982 году. Экранизация романа Тэру Миямото.

## Сюжет
19-летний Кунихико похоронил мать. Он учащийся художественной школы, а живёт и подрабатывает в небольшом кафе, хозяин которого, Тэцуо Такэути, относится к нему, как к сыну. Кстати, у хозяина есть и родной сын, Масао, который был одноклассником и лучшим другом Кунихико. Сейчас Масао помешан на игре в бильярд. Однажды утром Кунихико рисовал картину на мосту Дайкоку в осакском квартале развлечений Дотомбори, где и происходит всё действие фильма. Здесь он встретил красивую 29-летнюю Матико, выгуливавшую собачку. Он влюбился в неё с первого взгляда и впоследствии по памяти нарисовал её портрет. Когда он встретил её в тот же день во второй раз, он узнал от своего хозяина, что Матико живёт на содержании у старика, который выкупил её из гейш и подарил ей небольшой бар. Тем не менее, Кунихико и Матико полюбили друг друга и начали встречаться.
Как-то раз, зашедший к Кунихико в комнату Масао, увидел рисунок с изображением Матико и догадался об их связи. Масао хочет померяться силами с сильнейшими бильярдистами Японии, но для участия в играх ему необходимы деньги. Он приходит к Матико и обманывает её, что якобы деньги срочно нужны для Кунихико, задолжавшего большую сумму за обучение в художественной школе. Влюблённая женщина даёт ему необходимую сумму. Когда об этом становится известно Кунихико, он уходит из кафе и устраивается на тяжёлую работу в порту, чтобы заработать и отдать деньги, которые Масао взял у Матико. Хозяин кафе, отец Масао также узнаёт о проступке сына и разгневанный требует от него отказаться от пагубного пристрастия к играм.
Матико находит Кунихико и просит его зайти к ней вечером после работы. Когда он приходит, Матико ему признаётся, что она порвала со стариком-покровителем и отказалась от подаренного им бара. Она просит Кунихико о том, чтобы они жили вместе. Он соглашается, но гибнет этим же вечером в уличной потасовке.

## В ролях
- Хироюки Санада — Кунихико Ясуока
- Кэйко Мацудзака — Матико
- Цутому Ямадзаки — Тэцуо Такэути
- Коити Сато — Масао Такэути
- Марико Кага — Юки
- Цунэхико Ватасэ — Кодзо Ватанабэ
- Юки Кодатэ — Сатоми Мацумото (стриптизёрша)
- Маки Карусель — Каору
- Акира Эмото — Исидзука
- Рэи Окамото — Судзуко
- Акира Нагоя — Кацу-сан
- Хидэдзи Оотаки — Тамада
- Рюдзи Китагири — Ногути
- Риэ Ёкояма — Рика

## Премьеры
- — национальная премьера фильма состоялась 12 июня 1982 года в Токио[1].

## Награды и номинации
Премия Японской киноакадемии
- 6-я церемония вручения премии (1983)[2]

Выиграны:
- Премия лучшей актрисе года — Кэйко Мацудзака (ex aequo — «Козёл отпущения»).
- Премия за лучшую режиссёрскую работу — Киндзи Фукасаку (ex aequo — «Козёл отпущения»).

Номинации в категориях:
- за лучшее исполнение мужской роли второго плана — Акира Эмото (ex aequo — «Подозрение», «Девочка в матроске и автомат» и «Мужчине живётся трудно. Фильм 29: Торадзиро и любовь гортензии»).
- за лучшее исполнение женской роли второго плана — Марико Кага (ex aequo — Daiamondo wa kizutsukanai).
- за лучшую операторскую работу — Такаси Кавамата (ex aequo — «Подозрение»).
- за лучшее освещение — (ex aequo — «Подозрение»).
- за лучший звук — Такаси Мацумото, Синъити Харада — (ex aequo — «Подозрение»).

Кинопремия «Голубая лента» (1983)
- 25-я церемония награждения (за 1982 год) — приз за лучшую мужскую роль второго плана — Акира Эмото (ex aequo — «Мужчине живётся трудно. Фильм 29: Торадзиро и любовь гортензии»).

Hochi Film Awards (1982)
- Церемония награждения (за 1982 год)[3]

- премия лучшему актёру второго плана 1982 года — Акира Эмото (ex aequo — «Мужчине живётся трудно. Фильм 29: Торадзиро и любовь гортензии»).

Кинопремия «Майнити» (1983)
- Премия лучшей актрисе 1982 года — Кэйко Мацудзака (ex aequo — «Козёл отпущения»).

Кинопремия «Кинэма Дзюмпо» (1983)
- Премия лучшей актрисе 1982 года — Кэйко Мацудзака (ex aequo — «Козёл отпущения»).
- Номинация на премию за лучший фильм 1982 года, однако по результатам голосования кинолента заняла лишь 26 место.

## Комментарии
1. ↑  Русское название «Заблудшие любовники», встречающееся на некоторых русскоязычных сайтах в сети появилось от английского названия фильма в международном прокате — Lovers Lost, однако фильм присутствует на российских торрент-трекерах в русском переводе «Река Дотомбори», что соответствует его переводу с оригинального японского названия